# Los Angeles Sparks 2012
La stagione 2012 delle Los Angeles Sparks fu la 16ª nella WNBA per la franchigia.
Le Los Angeles Sparks arrivarono seconde nella Western Conference con un record di 24-10. Nei play-off vinsero la semifinale di conference con le San Antonio Silver Stars (2-0), perdendo poi la finale di conference con le Minnesota Lynx (2-0).

## Roster
| N° | Naz.                   | Ruolo | Sportivo        | Anno | Alt. | Peso |
| -- | ---------------------- | ----- | --------------- | ---- | ---- | ---- |
| 0  | Stati Uniti (bandiera) | GA    | Alana Beard     | 1982 | 180  | 73   |
| 3  | Stati Uniti (bandiera) | AC    | Candace Parker  | 1986 | 193  | 79   |
| 6  | Australia (bandiera)   | G     | Jenna O'Hea     | 1987 | 185  | 79   |
| 7  | Stati Uniti (bandiera) | G     | Kristi Toliver  | 1987 | 170  | 59   |
| 8  | Stati Uniti (bandiera) | C     | DeLisha Milton  | 1974 | 185  | 75   |
| 10 | Stati Uniti (bandiera) | G     | Andrea Riley    | 1988 | 165  | 62   |
| 16 | Stati Uniti (bandiera) | A     | Ebony Hoffman   | 1982 | 188  | 98   |
| 23 | Stati Uniti (bandiera) | G     | Dawn Evans      | 1989 | 170  | 56   |
| 23 | Stati Uniti (bandiera) | G     | Coco Miller     | 1978 | 175  | 64   |
| 24 | Stati Uniti (bandiera) | GA    | April Sykes     | 1990 | 183  | 83   |
| 25 | Stati Uniti (bandiera) | GA    | Marissa Coleman | 1987 | 185  | 73   |
| 30 | Stati Uniti (bandiera) | A     | Nneka Ogwumike  | 1990 | 188  | 79   |
| 42 | Stati Uniti (bandiera) | C     | Jantel Lavender | 1988 | 193  | 84   |
| 55 | Stati Uniti (bandiera) | AC    | Nicky Anosike   | 1986 | 191  | 95   |

## Staff tecnico
- Allenatori: Carol Ross
- Vice-allenatori: Sandy Brondello, Jim Lewis
- Preparatore atletico: Courtney Watson
- Preparatore fisico: Bruce Deziel